# Ponori Thewrewk Árpád
Ponori Thewrewk Árpád (Pozsony, 1839. december 30. – Budapest, 1903. november 4.) irodalomtörténész, kritikus, a Garay János Társaság első alelnöke.

## Családja
Ponori Thewrewk József és Achs Magdolna fia, Ponori Thewrewk Emil és Török Aurél testvére.

## Életpályája
A gimnázium első osztályát Pozsonyban végezte, a többit Budapesten a Piarista Gimnáziumban. Budapesten az egyetemen klasszika-filológiát hallgatott. A diploma megszerzése után három évig magánintézeti nevelőként dolgozik. 1862-től 1869-ig az eperjesi királyi katolikus főgimnázium tanára, ahol önképzőkört vezetett és ifjúsági könyvtárat létesített. 1867-ben latin, görög, német nyelvekből és irodalomból tanári vizsgát tett. 1869. október 9-étől pozsonyi, és végül 1872. október 2-ától budapesti gimnáziumi tanár a II.kerületben, 1889-ig. Ezek után a budapesti II.kerületi főreáliskolában tanított.
Utazásai: 1874-ben Olaszországban járt, 1877-78-ban Németországban, hosszabb időt töltött Lipécsében, Drezdában, Berlinben.
Berlinben felfedezte II. Lajos magyar király legrégebbi nürnbergi arcképét.
Petőfi Sándor költészetének tanulmányozásával és a görög színpaddal foglalkozott nagyon sokat. Művei közül a középiskolai tankönyveket, az irodalomtörténeti és nyelvészeti tanulmányokat, emelhetjük ki. Humoros jellegű munkákat is írt.

## Művei
- Latin nemi szabályok magyar versekben (Kassa, 1864)
- Pandora (A nagyidai cigányok bírálata, Pozsony, 1872)
- A görög színpad gépei (Budapest, 1875)
- Faludi Ferenc mezőnyei (Budapest, 1875)
- Petőfi-e vagy Arany? (Budapest, 1881)
- Magyar nyomtatott munkák a XVI. és XVII. századból (Budapest, 1882)
- Ágnes asszony, Arany Jánostól, értekezés - Magyar Philosophiai szemle, 1885[2]
- Magyar nyelvbúvárlatok, Magyar Philosophiai Szemle, Budapest, 1885.